# Antonino Pullia
Antonino Pullia (* 1. Mai 1935; † April 2020) war ein italienischer experimenteller Teilchenphysiker.
Pullia studierte an der Universität Mailand bei Giuseppe Occhialini mit dem Laurea-Abschluss 1959. Er war am Istituto Nazionale di Fisica Nucleare (INFN), an der Universität Mailand und Professor an der Universität Mailand-Bicocca, an der er wesentlich an der Gründung der Physik-Abteilung beteiligt war. Davor lehrte er in Bari und der Universität Mailand. An der Universität Mailand Bicocca leitete er 2003 bis 2006 die Physik-Fakultät und war ab 2006 Leiter der lokalen Vertretung der INFN.
Er war an Neutrinoexperimenten im Gran Sasso Labor beteiligt und in leitender Funktion am Delphi-Experiment des Large Electron-Positron Collider (LEP) am CERN. Er war auch in der Compact-Muon-Solenoid-Kollaboration (CMS) am Large Hadron Collider des CERN. Seine Forschungsthemen waren unter anderem Protonenzerfall, Doppelter Betazerfall und ab 2012 mit Suche nach dunkler Materie, wozu er eine fünfzig Jahre zuvor entwickelte Blasenkammer (Geyser) verwendete und die Kollaboration MOSCAB gründete.
2011 erhielt er mit Dieter Haidt den Premio Enrico Fermi für die Entdeckung neutraler Ströme (Z-Boson) am Gargamelle Detektor des CERN 1973. Dies erforderte eine komplexe Datenanalyse, um den Neutronen-Hintergrund auszuschließen. Die Gargamelle Kollaboration erhielt 2009 den Preis für Hochenergie- und Teilchenphysik der Europäischen Physikalischen Gesellschaft.
2008 erhielt er den Tartufari-Preis der Accademia dei Lincei.

## Publikationen (Auswahl)
- Antonino Pullia, Jean-Pierre Vialle: Weak neutral currents discovery: a giant step for particle physics. In: Europhysics News. European Physical Society, Vol. 41, No. 1, 2010, S. 23–26 (online; PDF; 1,6 MB).